# Bangka-Belitung
Bangka-Belitung és una província d'Indonèsia que inclou dues illes principals, Bangka i Belitung, i uns quantes de més petites, situades a l'est de Sumatra, al nord-est de la província de Sumatra Meridional. L'estret de Bangka separa Sumatra i Bangka, i el de Gaspar separa Bangka i Belitung. El nord està banyat pel mar de la Xina Meridional, i el sud pel mar de Java, i a l'est hi ha Borneo, que està separat de Belitung per l'estret de Karimata.
La província formava part anteriorment de Sumatra Meridional, però l'any 2000 es convertia en una província independent junt amb Banten i Gorontalo. El 2004 la seva població era d'1.012.655 habitants. La capital és Pangkal Pinang.
L'illa de Bangka és una gran productora d'estany i de pebre. També té boniques platges i illes més petites que han atret molts turistes de tot el món. Les platges més famoses són les de Matras, Parai, Tanjung Pesona, Batu Bedaun, Remodong, Pasir Padi, Tanjung Kelian, Rebo, Telok Uber i moltes altres.